# Барак Сопе
Барак Сопе (англ. Barak Sopé, 1955) — політичний діяч Вануату, лідер Меланезійської прогресивної партії та до 2008 року член парламенту Вануату від острова Ефате. З 1999 до 2001 року був прем'єр-міністром країни.

## Біографія
Отримав шкільну освіту в одній з гімназій у передмісті австралійського міста Мельбурн, а потім вступив до Південнотихоокеанського університету, розташованого у столиці Фіджі, місті Сува. За студентських часів захоплювався марксизмом. 1973 року Сопе, повернувшись на Нові Гебриди, став секретарем партії Вануаку й міністерським штатним співробітником. Згодом був послом Вануату в різних країнах Океанії, а 1982 року вперше потрапив до парламенту Республіки Вануату, яка здобула незалежність 1980 року. Виступав на підтримку суворої партійної дисципліни й радикальної зовнішньої політики прем'єр-міністра Волтера Ліні.
Підтримував різні визвольні рухи, в тому числі Революційний фронт за незалежність Східного Тимору, рухи за незалежність від Індонезії провінції Папуа й від Франції Нової Каледонії; співпрацював з лівійськими лідерами, що, зрештою, призвело до суперечок з Ліні. У грудні 1988 року за спробу заколоту був засуджений до місячного тюремного ув'язнення, однак невдовзі був амністований. Того ж року заснував власну Меланезійську прогресивну партію, яка на загальних парламентських виборах здобула п'ять місць. З лютого до серпня 1996 року Сопе був міністром фінансів, а потім упродовж короткого часу займав пост заступника прем'єр-міністра, а також міністра торгівлі, комерції, промисловості й туризму.
У травні 1997 року зайняв пост заступника прем'єр-міністра, а також міністра торгівлі, комерції, промисловості й туризму. 25 листопада 1999 року за результатами голосування в парламенті Сопе був обраний на посаду прем'єр-міністра Вануату, отримавши підтримку 28 парламентарів (проти проголосували 24 депутати). 13 квітня 2001 року уряду Сопе було висловлено вотум недовіри і він був змушений піти у відставку, поступившись опозиційному лідеру Едуарду Натапеї.
Окрім того, йому було висунуто звинувачення у відмиванні грошей (кілька мільйонів доларів США), за що в липні 2002 року був засуджений до трьох років позбавлення років. В листопаді 2002 року Сопе, який потрапив через цукровий діабет до лікарні, був помилуваний президентом країни, незважаючи на сильне невдоволення з боку Австралії та Нової Зеландії.
Після того, як 29 липня 2004 року прем'єр-міністром Вануату став Серж Вохор, Сопе зайняв пост міністра закордонних справ, залишаючись на посту до листопада того ж року, коли був змушений піти у відставку через скандал, пов'язаний зі спробою встановлення дипломатичних відносин з Тайванем. У грудні 2004 року, з приходом Гама Ліні до влади, Сопе повернувся до складу кабінету міністрів, зайнявши пост міністра сільського, лісового та риболовного господарства.
В результаті виборів, що відбулись у вересні 2008 року, Сопе втратив своє місце в парламенті.